# Eugénie Poujade
Pour les articles homonymes, voir Poujade.
Jeanne Eugénie Poujade, née le 25 mai 1814 à Port-Louis, sur l'île Maurice, et morte le 20 mai 1881 à Boulogne-Billancourt, est une romancière et poétesse mauricienne.

## Biographie
Fille de Pierre Poujade et Eugénie Broudou, Jeanne Eugénie Poujade naît en 1814 à Port-Louis, un an après son frère Eugène, futur diplomate et écrivain,. En 1834, elle épouse le comte Charles Antoine Pierre Octave Sornay, puis après le décès de celui-ci, se remarie en 1858 avec Pierre Antoine Delafond, lieutenant de vaisseau,,.
Eugénie Poujade se fait connaître en 1862 par un volume de poésies, Maurice et France, puis publie deux ans plus tard Contes de ma tante Joséphine. Le 1er mars 1865 paraît le premier numéro du journal La Parisienne, dont elle est la directrice. Dans Le Monde illustré, La Parisienne est présenté comme l'organe de la Société du Lierre, qu'Eugénie Poujade vient de fonder : ce cercle littéraire, « provisoirement [composé] de vingt membres, se réunissant une fois par semaine, portant constamment sur eux une feuille de lierre, munis d'un signe de ralliement convenu, et jurant obéissance à des statuts compliqués », est ouvert aux femmes,. 
Eugénie Poujade publie quelques poèmes et chansons jusqu'à la fin des années 1860.
Elle meurt en 1881 à Boulogne-Billancourt.

## Publications
- Souffrance et rêverie ! Paroles de Mme la comtesse E. de Sornay, musique de A.-P.-L. de Folly, Paris : S. St Etienne, [1855]

- Maurice et France, Toulon : impr. de H. Vincent, 1862
- Contes de ma tante Joséphine, E. Maillet, 1864
- Essai sur les mœurs et le progrès au XIXe siècle, à propos du Maudit, de l'abbé ***, Paris, Dentu, 1864, In-8 °
- Société du Lierre. Statuts et discours de fondation prononcé au banquet de la société par Mme Eugénie Poujade, fondatrice-présidente, 1865
- La Parisienne : journal littéraire, artistique et critique, 1865-1867
- Nostalgie, poésie dite au concert de la Parisienne... , Paris : impr. de Poupart-Davil, 1866
- Nos poètes en habits noirs. Réfutation, Paris : impr. de A. Marc, 1867
- Les Parfums de la vie, la poésie..., Paris : impr. de Alcan-Lévy, 1868
- Pauvre hirondelle, romance, paroles de Eugénie Poujade. Paris : G. Hartmann, [1869]